# 1983-as magyar tekebajnokság
Az 1983-as magyar tekebajnokság a negyvenötödik magyar bajnokság volt. A bajnokságot május 7. és 8. között rendezték meg Budapesten, a BKV Előre pályáján.

## Eredmények
| Versenyszám  | Arany                                                    | Arany | Ezüst                                        | Ezüst | Bronz                                              | Bronz |
| ------------ | -------------------------------------------------------- | ----- | -------------------------------------------- | ----- | -------------------------------------------------- | ----- |
| Férfi egyéni | Csányi Béla Ferencvárosi TC                              | 1889  | Németh Lajos Sabaria SE                      | 1854  | Mészáros József BKV Előre                          | 1840  |
| Férfi páros  | Csányi Béla, Matiszlovics Tibor Ferencvárosi TC          | 1868  | Szakács László, Németh Lajos Sabaria SE      | 1863  | Scher József, Deáky Attila BKV Előre               | 1797  |
| Női egyéni   | Némethné Kristyán Zsuzsa Győri Lenszövő                  | 867   | Tompa Györgyné Szegedi EOL AK                | 849   | Süli Józsefné DÉLÉP SC                             | 840   |
| Női páros    | Némethné Kristyán Zsuzsa, Szalma Józsefné Győri Lenszövő | 865   | Tompa Györgyné, Ábrahám Mária Szegedi EOL AK | 840   | Lőrinczné Naschitz Katalin, Süli Józsefné DÉLÉP SC | 834   |